# Lúcio Sálvio Otão Coceiano
Lúcio Sálvio Otão Coceiano (em latim: Lucius Salvius Otho Cocceianus) foi um senador romano nomeado cônsul sufecto em 82, provavelmente com Serveu Inocente. Era filho de Otão Ticiano, cônsul em 52 e 69, e sobrinho do imperador Otão, ambos mortos durante o ano dos quatro imperadores (69) quando ele ainda era garoto.

## Carreira
No dia anterior ao de seu suicídio, Otão convocou Coceiano e assegurou-lhe que Vitélio não o machucaria, pois nenhum mal havia sido feito contra a família dele. Na ocasião, Otão também disse que havia pensado em adotá-lo para torná-lo seu herdeiro, mas não o fez para não colocá-lo em perigo caso fosse derrotado. E de fato Vitélio poupou Ticiano e seu filho.
Sua carreira é praticamente desconhecida. Segundo uma inscrição, foi admitido em 63 em um colégio sacerdotal, possivelmente os sálios palatinos.
Coceiano foi executado muito mais tarde por ordem do imperador Domiciano por ter celebrado o aniversário de Otão.